# 加季 (謝苗諾夫卡區)
52°14′20″N 32°24′14″E / 52.23889°N 32.40389°E
加季（烏克蘭語：Гаті），是烏克蘭北部的村莊，隸屬切爾尼希夫州的諾夫霍羅德-錫韋爾斯基區。該村面積0.08平方公里，海拔高度135米，2001年人口22，人口密度每平方公里275人。